# Siergiej Griszczenko
Siergiej Nikołajewicz Griszczenko (ros. Сергей Николаевич Грищенко; ur. 4 kwietnia 1947 w obwodzie murmańskim, zm. 28 grudnia 2000) – radziecki narciarz alpejski.
W latach 1969–1975 był członkiem kadry narodowej. W 1972 wystartował na igrzyskach olimpijskich, na których był 46. w zjeździe z czasem 2:03,19 s i 22. w slalomie, a także nie ukończył slalomu-giganta. Sześciokrotny mistrz Związku Radzieckiego (w 1972 zwyciężał w zjeździe, slalomie-gigancie i dwuboju (zjazd + slalom), w 1973 wygrywał w slalomie-gigancie i dwuboju i w 1974 w slalomie gigancie). W 1973 został mistrzem sportu ZSRR klasy międzynarodowej. W 1975 ukończył Leningradzki Państwowy Instytut Pedagogiczny im. Aleksandra Iwanowicza Hercena. Od 1974 do 1992 był trenerem klubu DSO "Trudowyje Rezerwy", który wcześniej reprezentował. W latach 1975–1994 prowadził kadrę ZSRR, a później Rosji. W 1997 uznany zasłużonym trenerem Rosji.